# Les Beaux Étés

Les Beaux Étés est une série de bande dessinée d'humour scénarisée par Zidrou et dessinée par Jordi Lafebre,. Elle est publiée aux éditions Dargaud entre 2015 et 2021 en six albums. La série raconte avec humour et tendresse les vacances d'été d'une famille belge.

## Titres parus
- 1 Cap au Sud !, Dargaud,  (ISBN 978-2-505-06198-4), septembre 2015
Scénario : Zidrou - Dessin : Jordi Lafebre - Couleurs : Jordi Lafebre, Mado Peña
- 2 La Calanque, Dargaud,  (ISBN 978-2-505-06532-6), juin 2016
Scénario : Zidrou - Dessin : Jordi Lafebre - Couleurs : Jordi Lafebre, Mado Peña
- 3 Mam'zelle Estérel, Dargaud,  (ISBN 978-2-505-06776-4), juin 2017
Scénario : Zidrou - Dessin : Jordi Lafebre - Couleurs : Jordi Lafebre, Mado Peña
- 4 Le Repos du guerrier, Dargaud,  (ISBN 978-2-505-07055-9), juin 2018
Scénario : Zidrou - Dessin : Jordi Lafebre - Couleurs : Jordi Lafebre, Mado Peña
- 5 La Fugue, Dargaud,  (ISBN 978-2-505-07400-7), novembre 2018
Scénario : Zidrou - Dessin : Jordi Lafebre - Couleurs : Jordi Lafebre, Mado Peña
- 6 Les Genêts, Dargaud,  (ISBN 978-2-505-08935-3), juin 2021
Scénario : Zidrou - Dessin : Jordi Lafebre - Couleurs : Jordi Lafebre, Mado Peña, Clémence Sapin

### Intégrale
L'intégrale reprend les six tomes de la série, mais en les replaçant dans l'ordre chronologique du déroulement de l'histoire, tomes 3 (1962), 2 (1969), 6 (1970), 1 (1973), 5 (1979) et enfin 4 (1980).
- Les beaux étés, Dargaud,  (ISBN 978-2-505-11509-0), juin 2022
Scénario : Zidrou - Dessin : Jordi Lafebre - Couleurs : Jordi Lafebre, Mado Peña, Clémence Sapin